# Los caranchos de la Florida
Los caranchos de la Florida es una película argentina en blanco y negro dirigida por Alberto de Zavalía sobre su propio guion escrito en colaboración con Alfredo G. Volpe con diálogos adicionales de Carlos Aden, basado en la novela homónima de Benito Lynch que se estrenó el 2 de noviembre de 1938 y que tuvo como protagonistas a José Gola, Amelia Bence, Domingo Sapelli y Homero Cárpena. Los exteriores fueron filmados en El Talar, en General Guido, provincia de Buenos Aires.

## Sinopsis
Padre e hijo se enfrentan en una estancia por la joven hija de un puestero.

## Reparto
- José Gola
- Amelia Bence
- Domingo Sapelli
- Homero Cárpena
- Froilán Varela
- Herminia Mancini
- Isabel Figlioli
- Carlos Bellucci
- Miguel Ligero
- Carlos Fioriti
- Néstor Feria

## Comentarios
Manrupe y Portela opinaron sobre el filme: "Triángulo intergeneracional dignamente realizado y que transmite una autenticidad en la puesta en escena poco frecuente para su época" y Calki escribió en
El Mundo: "Esta nueva película nacional de entrada nomás nos ensancha el pecho. Lo llena de aire fresco y de satisfacción". Por su parte en Conducta - Ecran - revista del Teatro del Pueblo la crónica expresó: "Nada interesa tanto en Los caranchos de la Florida como la fisonomía de la Pampa, lograda plenamente con las cámaras, así es La Pampa de verdad, ese es nuestro campo por cierto bien distinto al de Martínez Payva y Vacarezza".